# 키타무라 에이키
키타무라 에이키(Eiki Kitamura, 1981년 1월 1일 ~ )는 일본의 배우, 텔레비전 배우이다.
구마모토현에서 태어났다.

## 방송
- 우타세라
- 워킹 버터플라이
- 신주쿠 스완
- 고쿠센 1

## 영화
- 가면 라이더 디케이드 - 시리즈 (2009년)
- 워킹☆버터플라이 (2008년)
- 신주쿠 스완 (2007년)
- 기묘한 이야기 - 15주년 특별편 (2006년)
- 워터보이즈 (2001년)